# سوشیتی هیل (کارولینای جنوبی)
سوشیتی هیل(به انگلیسی: Society Hill) شهری در ایالت کارولینای جنوبی کشور ایالات متحده آمریکا است که جمعیت آن در سرشماری سال ۲۰۱۰ میلادی، ۵۶۳ نفر بوده‌است.